# 風連站
風連站（日语：／ Fūren eki */?）是屬北海道旅客鐵道（JR北海道）宗谷本線之車站，位於北海道名寄市風連町本町。車站編碼為W46。電報略號為フレ。
車站名稱來自阿伊努語的「hure-pet」（紅色的河川）。

## 歷史
- 1903年（明治36年）9月3日 - 北海道官設鐵道之車站啟用。
- 1905年（明治38年）4月1日 - 由日本國有鐵道接管。
- 1982年（昭和57年）11月15日 - 廢止貨物裝卸。
- 1984年（昭和59年）
  - 2月1日 - 取消行李處理。
  - 11月10日 - 檢票口業務取消，車站簡易委託化。
- 1986年（昭和61年）11月1日 - 成為無人站。
- 1987年（昭和62年）4月1日 - 正式民營化並進行分割，車站劃歸由JR北海道繼承。
- 2003年（平成15年）11月1日 - 停止在這站購買車票。

## 車站構造
- 相對式月台、2面2線。
- 木造的車站大堂位於車站西面，在民營化後曾經建築。
- 兩個月台之面有一座橋。

## 車站周邊
- 國道40號
- 北海道道328號風連停車場線
- 糯米之里☆名寄路邊站（日语：道の駅もち米の里☆なよろ）
- 名寄市役所風連廳舍（舊風連町役所）
- 名寄警署（日语：名寄警察署）風連分所
- 風連郵局（附設日本郵政名寄分店風連集配中心）
- 北星信用金庫（日语：北星信用金庫）風連分店
- 道北名寄農業協同組合（JA道北名寄）本所
- 養老院『白樺高地』
- 北海道風連高等學校（日语：北海道風連高等学校）
- 名士巴士（日语：名士バス）、道北巴士（日语：道北バス）、北海道中央巴士（日语：北海道中央バス）「風連」巴士站、士別軌道（日语：士別軌道）「風連車站前」巴士站

## 相鄰車站
北海道旅客鐵道（JR北海道）
■宗谷本線
快速「名寄」
士別（W42）－（4號加停多寄站（W44））－風連（W46）－名寄高校（W47）
普通
（※）瑞穗（W45）－風連（W46）－名寄高校（W47）
※部份列車不會停靠瑞穗站。

## 外部連結
- （日語）JR北海道 – 風連站 （页面存档备份，存于）
- （日語）全驛參觀之旅 （页面存档备份，存于）